# Adolfo Vigorelli
Adolfo Vigorelli (Milano, 26 ottobre 1921 – Alpe Casarolo, 22 giugno 1944) è stato un partigiano italiano.

## Biografia
Figlio di Ezio Vigorelli, l'8 settembre 1943, Adolfo ("Fofi" come lo chiamavano in casa), era sottotenente di complemento negli Autieri. Quando il padre, un noto avvocato socialista, ricercato dalla polizia a Milano, decise di riparare in Svizzera con la famiglia, Adolfo lo seguì e lo stesso fece il fratello maggiore Bruno, le cui idee democratiche erano note ai fascisti.
Fu a Lugano che i fratelli Vigorelli, incontrato Dionigi Superti, comandante della Divisione partigiana "Valdossola", decisero di seguirlo in Italia per riprendere la lotta.
Nel giugno del 1944 Adolfo cadde combattendo contro i tedeschi, che l'avevano accerchiato, con un gruppo di compagni, in una baita dell'Alpe Casarolo in Val Grande.

## Ricordo
Ad Adolfo Vigorelli è stata intitolata una via di Roma.